# 維爾紐斯金匠工作室
維爾紐斯金匠工作室是位於立陶宛大公國首都維爾紐斯的金工坊，於1495年8月23日由立陶宛大公亞歷山大一世·雅蓋隆契克批准成立，與維爾紐斯裁縫工作坊（Vilniaus siuvėjas cechas）同為立陶宛大公國的首批工作坊。

## 歷史和簡介

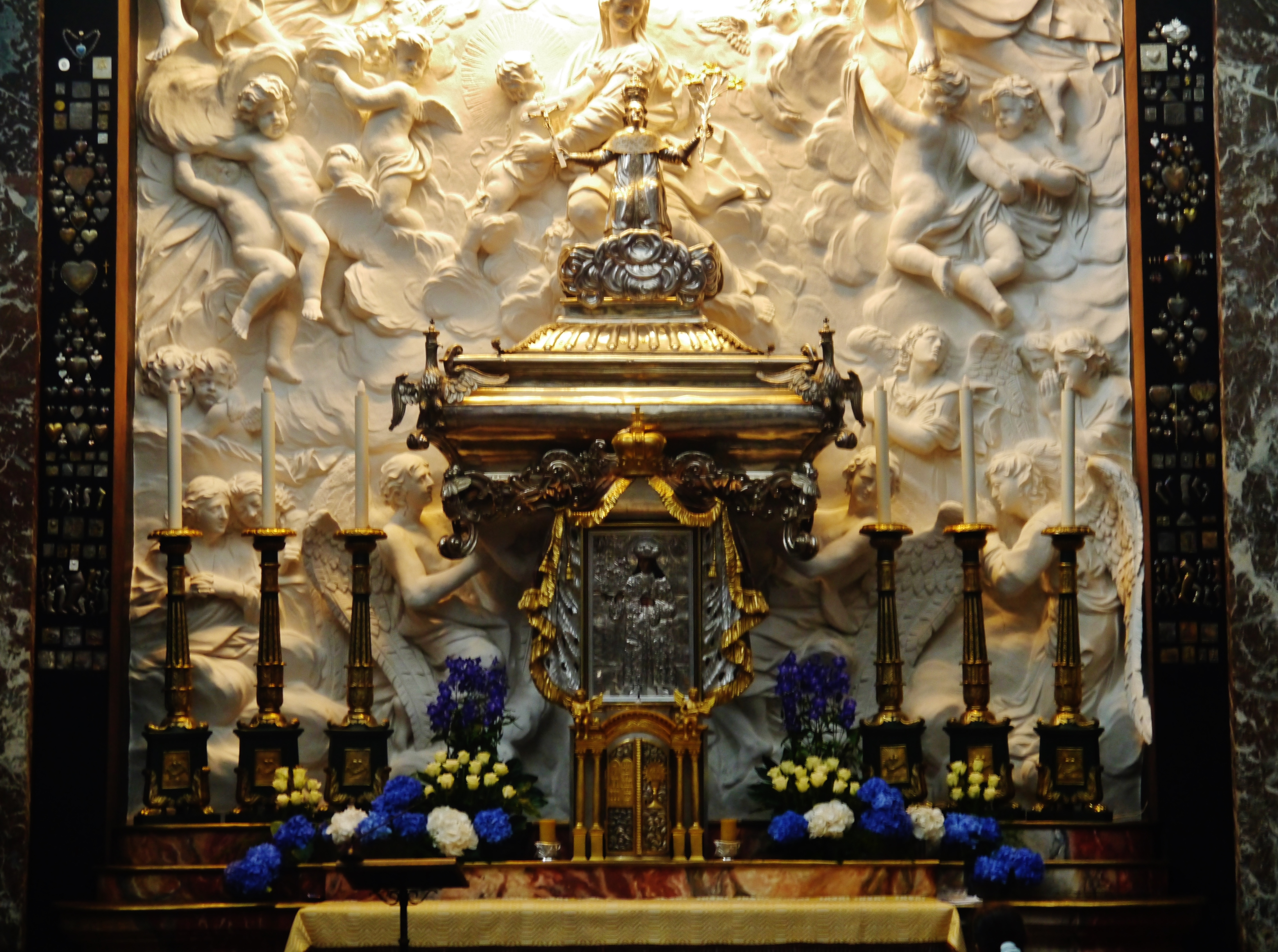
維爾紐斯主教座堂聖加西彌祿禮拜堂內的聖加西彌祿聖物箱和石棺（1747年）

維爾紐斯金匠工作室是由一群來自波蘭和德國的金匠所創立，服務地區主要為羅馬天主教維爾紐斯總教區，並一路延伸至道加瓦河和聶伯河。客群為天主教會、立陶宛大公莊園、貴族和城鎮居民，中世紀末和文藝復興早期維爾紐斯主教座堂聖物室的藏品即出自該工作室之手。
許多較著名的歐洲金匠於維爾紐斯工作。其中大公莊園內的金匠在首都購置房地產、取得特權，並組建家庭。巴托里·斯特凡和瓦薩王朝統治時期，金匠們被留在立陶宛大公國的寶庫工作，且不限制人數，亦可來自不同的歐洲城市。
維爾紐斯金匠工作室的特點是，它在民族和宗教上具有異質性（天主教和東正教），使其與波蘭和德國的工坊不同。16－17世紀，該工作室最多有10名金匠；17世紀下半葉達到最多的24名成員。同樣在17世紀下半葉，維爾尼亞家族的後裔（立陶宛人）在工作室中佔有主導地位，同時立陶宛大公國的住民也參與其中。大多數的學徒來自立陶宛的城市，而舊教和新教的金匠人數大致相等，並且會從兩教派中選出2名先輩（seniūnai）。
16－17世紀金匠工作室正值繁榮期，金匠們控制貴金屬和寶石的市場貿易，並從中獲得財富。其中較有影響力的金匠被選為維爾紐斯的裁判官和立陶宛大公國的議會成員。金匠工作室也擁有一棟磚房，現址為維爾紐斯加恩街6號。
維爾紐斯金匠工作室的作品主要保存於立陶宛的天主教堂。18世紀約翰·弗里德里希·舍姆尼克（Johann Friedrich Schömnick）和拉里斯（J. Laris）的作品因其藝術性而脫穎而出，現藏於特拉凱的聖母瑪利亞探訪教堂；該工作室的另一代表作是維爾紐斯主教座堂聖加西彌祿禮拜堂內的聖加西彌祿聖物箱和石棺，由J.K.格羅內曼（J. K. Gronemann）於1747年打造。
19世紀，工作室的世俗訂單增加，但由於猶太金匠的競爭和廉價工業產品的傳播，維爾紐斯金匠工作室逐漸被擠出市場。